# 1559 en philosophie
Chronologie de la philosophie
- 1555
- 1556
- 1557
- 1558
- 1559
- 1560
- 1561
- 1562
- 1563

L’année 1559 a été marquée, en philosophie, par les événements suivants :

## Décès
- Andrés Laguna de Segovia (Ségovie 1499 - Guadalajara 1559), médecin, pharmacologue, botaniste, philosophe, penseur politique et humaniste espagnol du XVIe siècle.

- Sebastian Fox Morcillo, né à Séville (Espagne) entre les années 1526 et 1528 et mort en mer en 1559, érudit espagnol, écrivain et philosophe.